# As Farpas
As Farpas foram publicações mensais escritas por Ramalho Ortigão e Eça de Queirós, iniciadas no mesmo ano da realização das Conferências do Casino. Decerto foram inspiradas em Les Guêpes (1839-1849), de Alphonse Karr (1808-1890). As Farpas aparecem em 1871, assinadas por Ramalho Ortigão e Eça de Queirós até o ano seguinte, e somente pelo primeiro até o fim, 1882. Subintitulando-se "O País e a Sociedade Portuguesa", os folhetins mensais d'As Farpas constituem um painel jornalístico da sociedade portuguesa nos anos posteriores a 1870, erguido com bonomia, sentido agudo das mazelas sociais, um alto propósito consciencializador, e uma linguagem límpida e variada.
As Farpas foram, assim, uma admirável caricatura da sociedade da época. Altamente críticos e irônicos, estes artigos satirizavam, com muito humor à mistura, a imprensa e o jornalismo partidário ou banal; a Regeneração, e todas as suas repercussões, não só a nível político mas também econômico, cultural, social e até moral; a religião e a fé católica; a mentalidade vigente, com a segregação do papel social da mulher; a literatura romântica, falsa e hipócrita. As Farpas eram um novo e inovador conceito de jornalismo - o jornalismo de ideias, de crítica social e cultural.
Eça de Queirós publicou suas "Farpas" em 1890, com o título de Uma Campanha Alegre. Ramalho reuniu grande parte de seus folhetins em 1887-1890 (11 volumes organizados por temas). Após a implantação da República, entre 1911 e 1915, Ramalho regressou ao combate com aquelas que seriam as Últimas Farpas, reunidas postumamente em volume em 1916. As páginas que relegou ao abandono foram enfeixadas nos dois volumes póstumos d'As Farpas Esquecidas (1946-1947).
No Brasil, uma seleção d'As Farpas realizada por Gilberto Freyre com prefácio do próprio foi publicada em dois tomos pela Dois Mundos Editora Ltda.[carece de fontes?]